# معبد التناغم
معبد التناغم (بالإنجليزية: Temple of Harmony)‏ هو صرح معماري باهض التكلفة أو ما يسمى فولي أو حماقة معمارية وهو نوع من المباني تم بناءه بالأساس بغرض التزيين والديكور، وذلك إما عبر إيحاءه بمظهره أو بمجرد ظهوره ليكون مسرفاً بحيث يتجاوز فئة البناء أو المكان الذي ينتمي إليه المبنى.
تم بناءه في القرن الثامن عشر على أراضي هالسويل هاوس، في سومرسيت، انجلترا.
المعبد شيد في العام 1767م و هو نسخة طبق الاصل من معبد فورتشنا فيريليس في روما الذي يعود تاريخه إلى القرن الأول الميلادي، معبد التناغم يقع في ميل وود على مساحة 17 ايكر من حدائق السعادة على اراضي هالسويل هاوس، وتم بناءه من قبل السير تشارلز كيميز-تينت في عام 1767م و صمم من قبل توماس براوز، واضيفت اليه ملامح اضافية من قبل روبرت ادام وتوماس ستوكنغ، الفكرة من بناء المعبد كانت لأحياء ذكرى صديق مشترك (بيرجرين بالمر) النائب السابق لجامعة اوكسفورد.

## معرض الصور

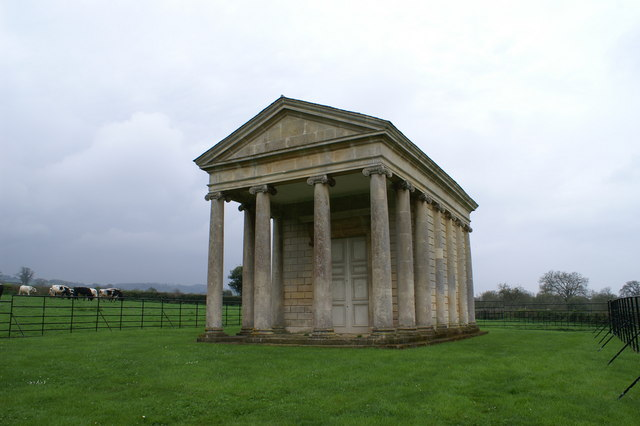
South-east facade with portico
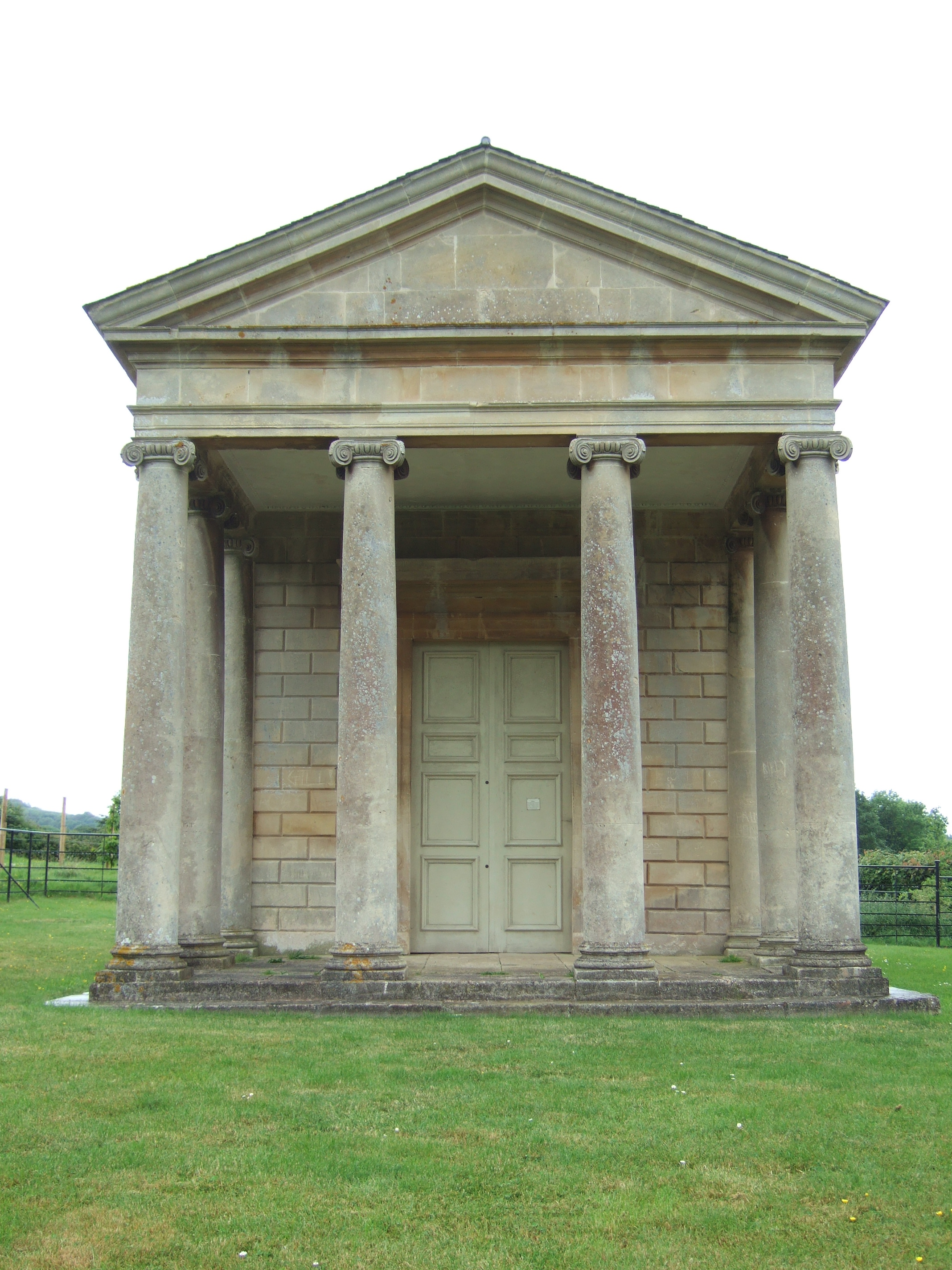
South-east facade with portico
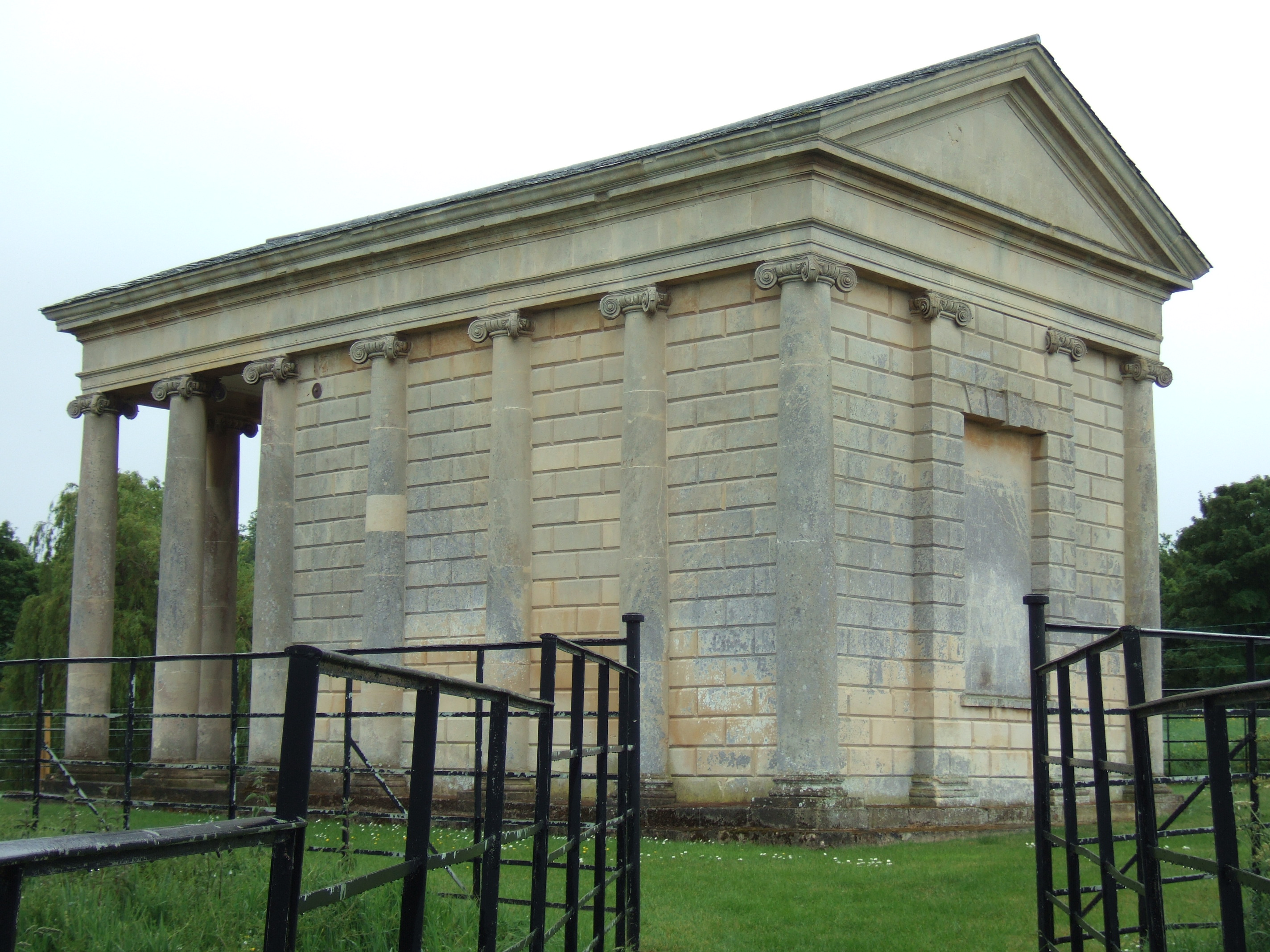
North-east facade (long side) and north-west facade with blind window
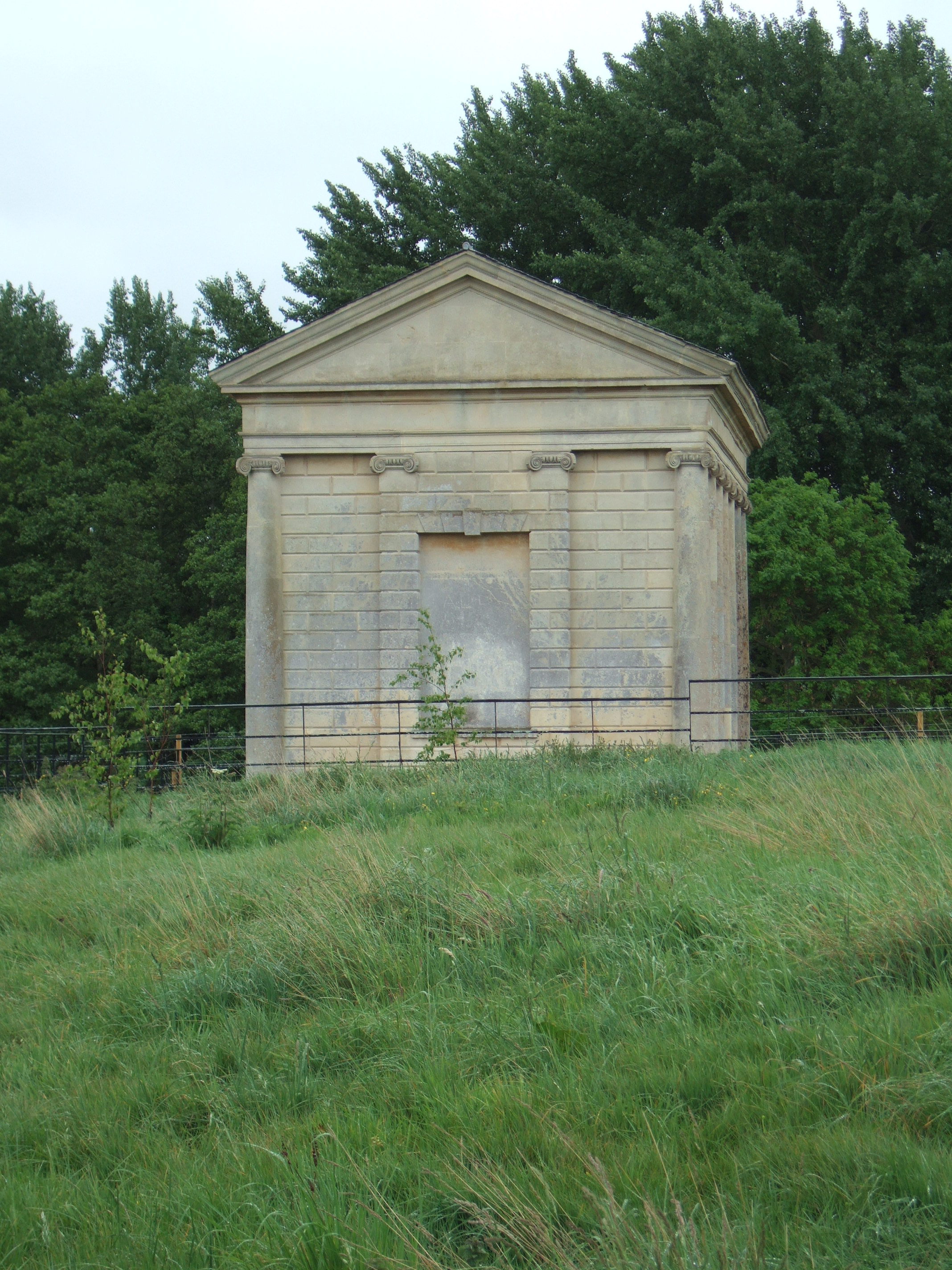
North-west facade
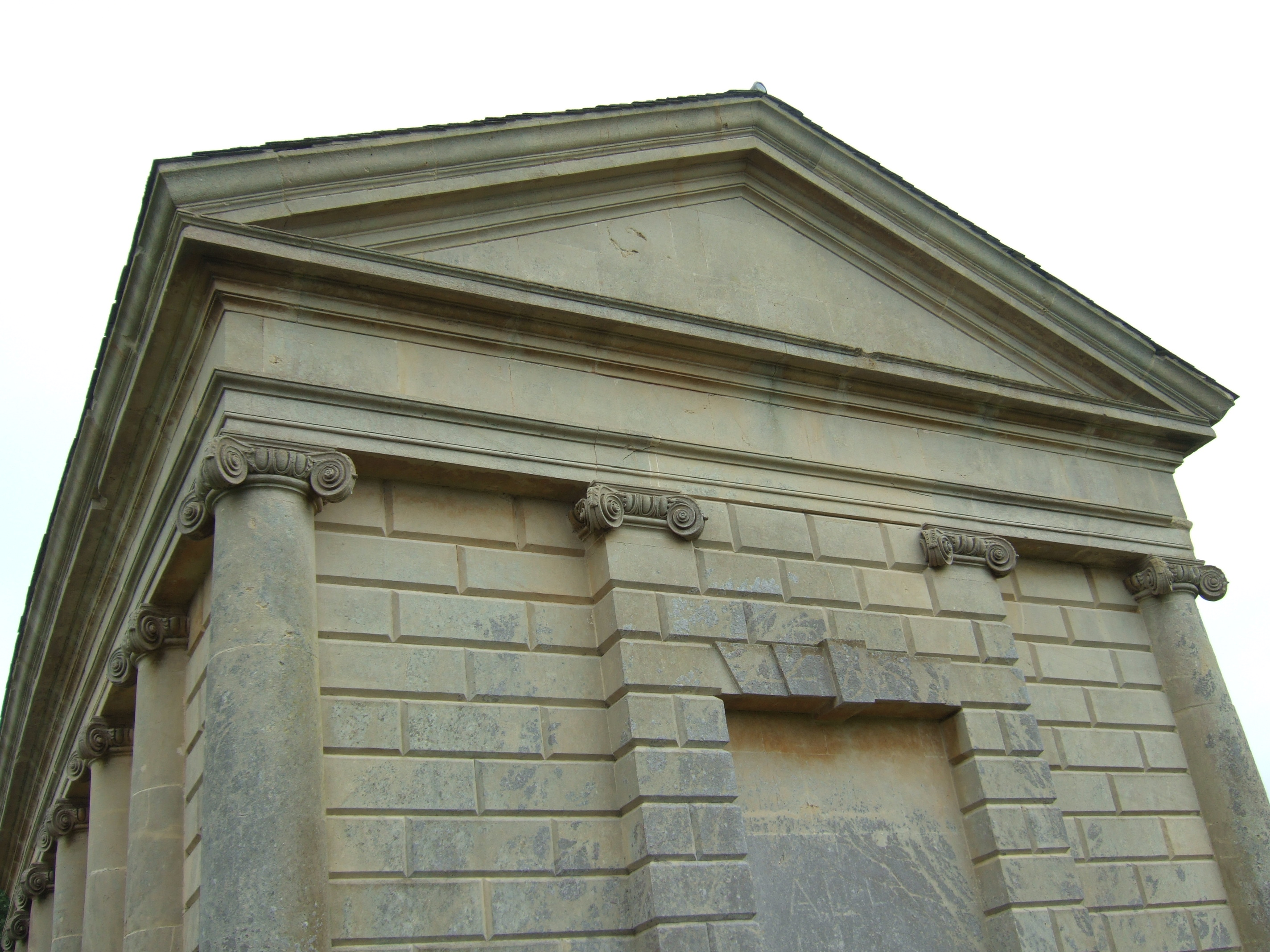
Detail of north-west facade
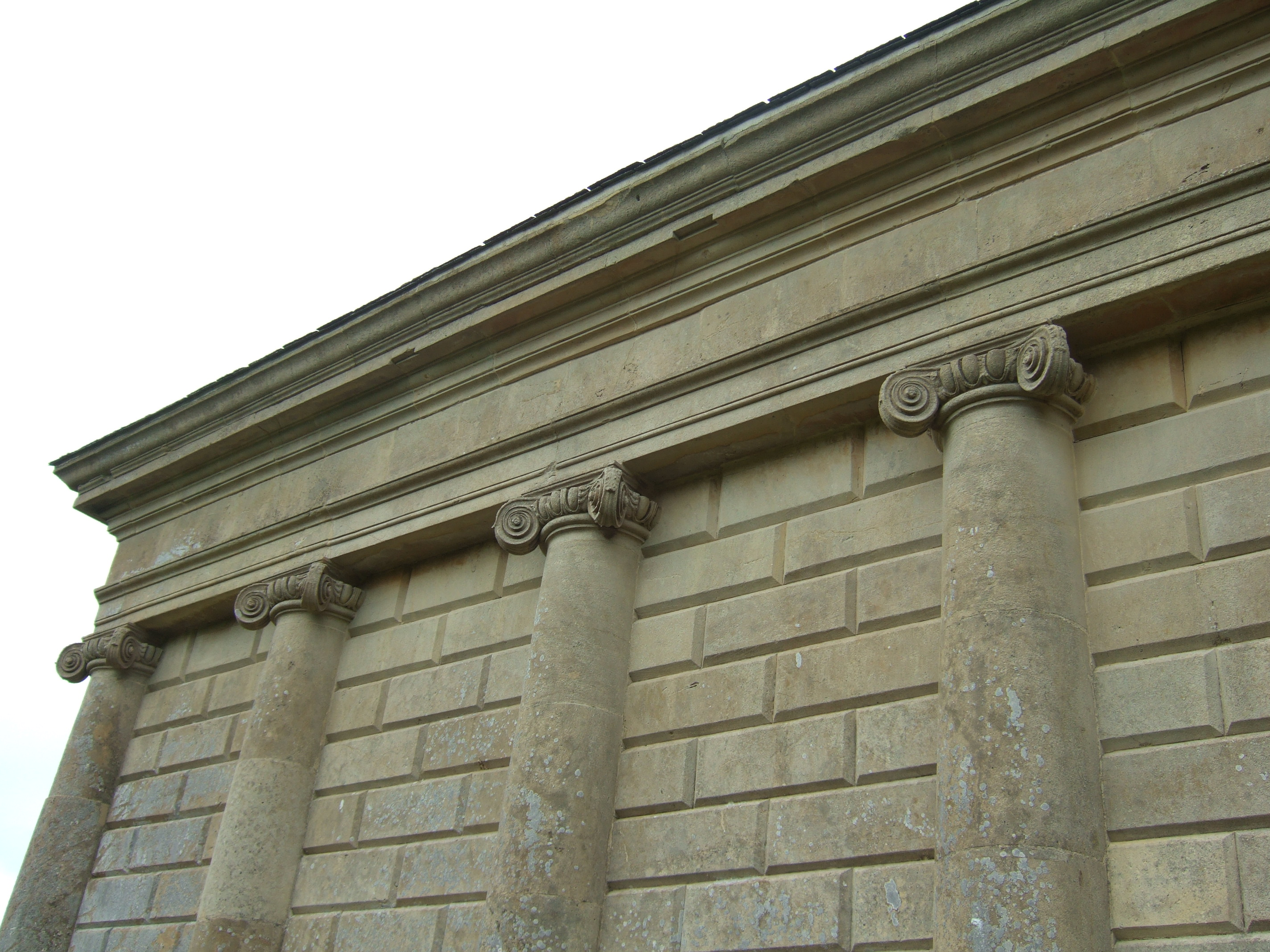
Detail of south-west facade (long side)
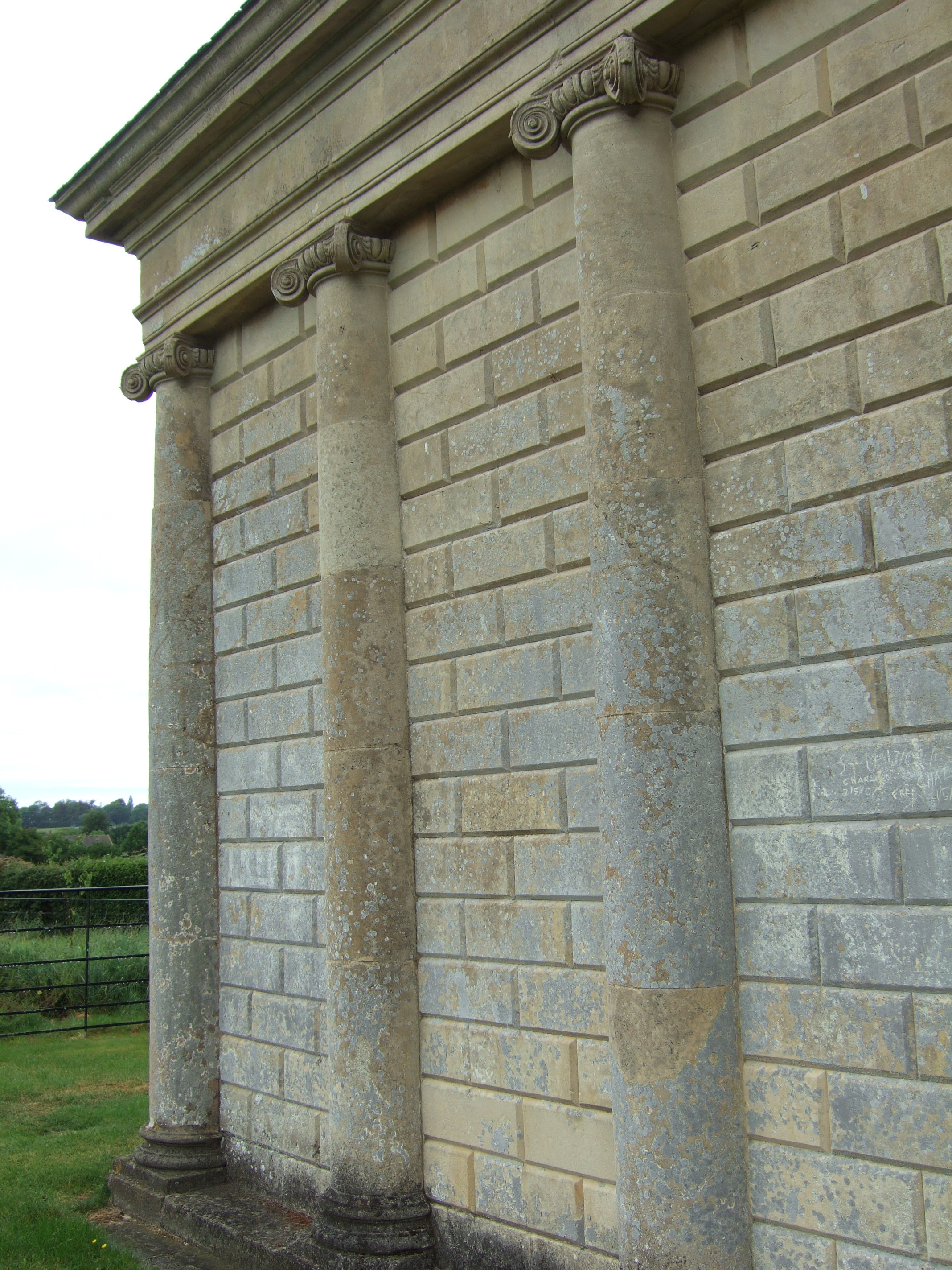
Detail of south-west facade (long side)
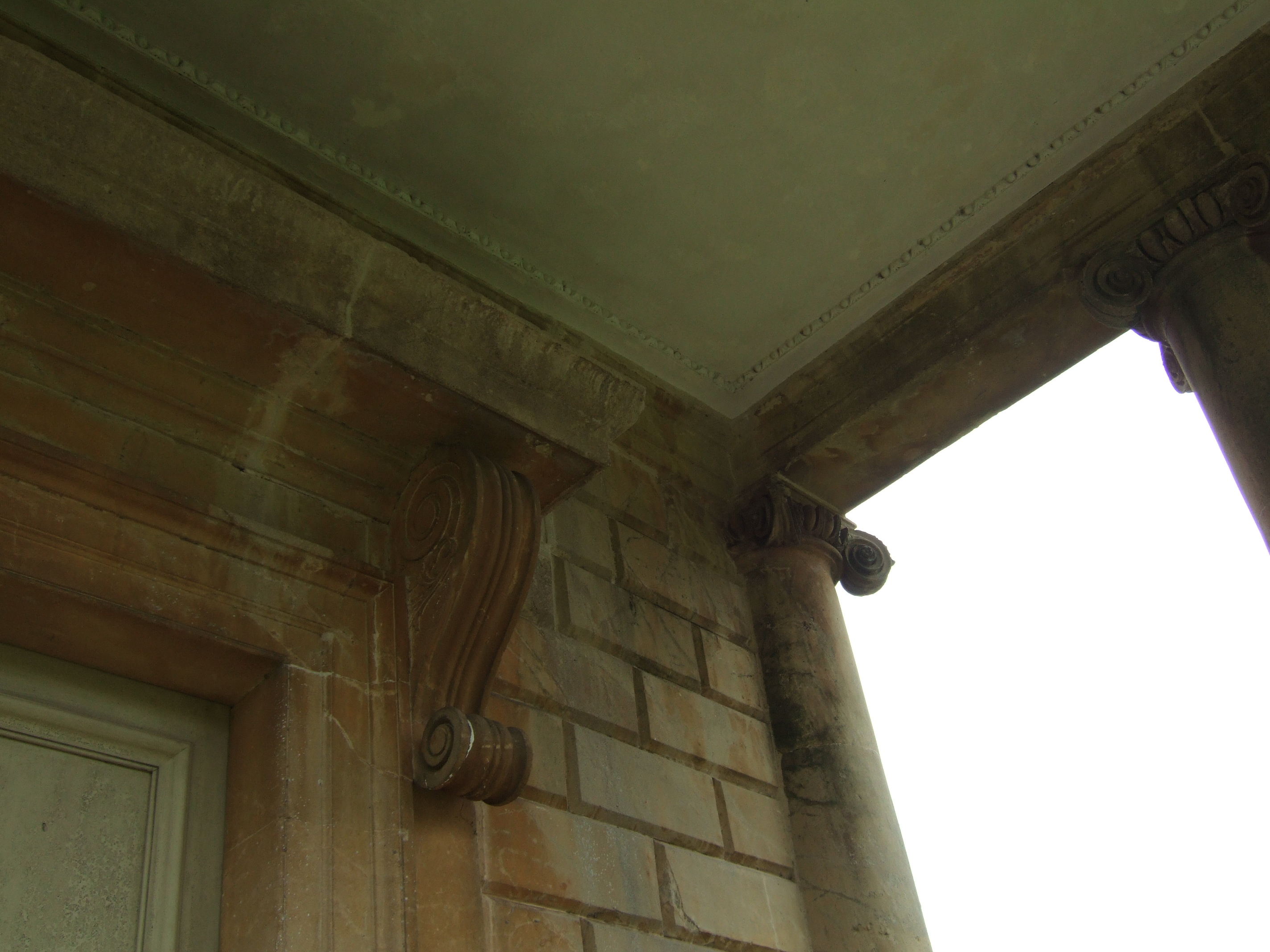
Detail of inside of portico
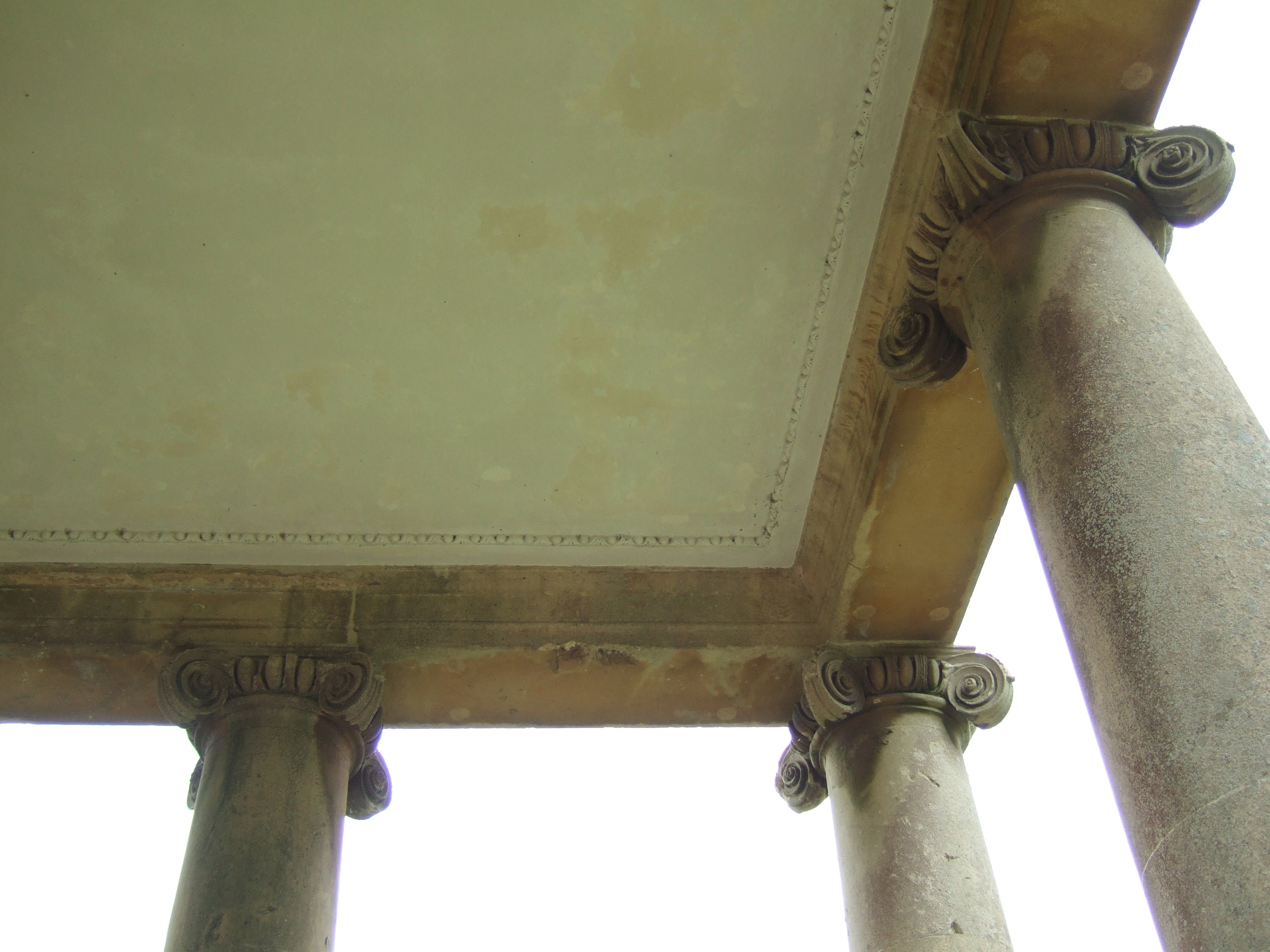
Detail of inside of portico
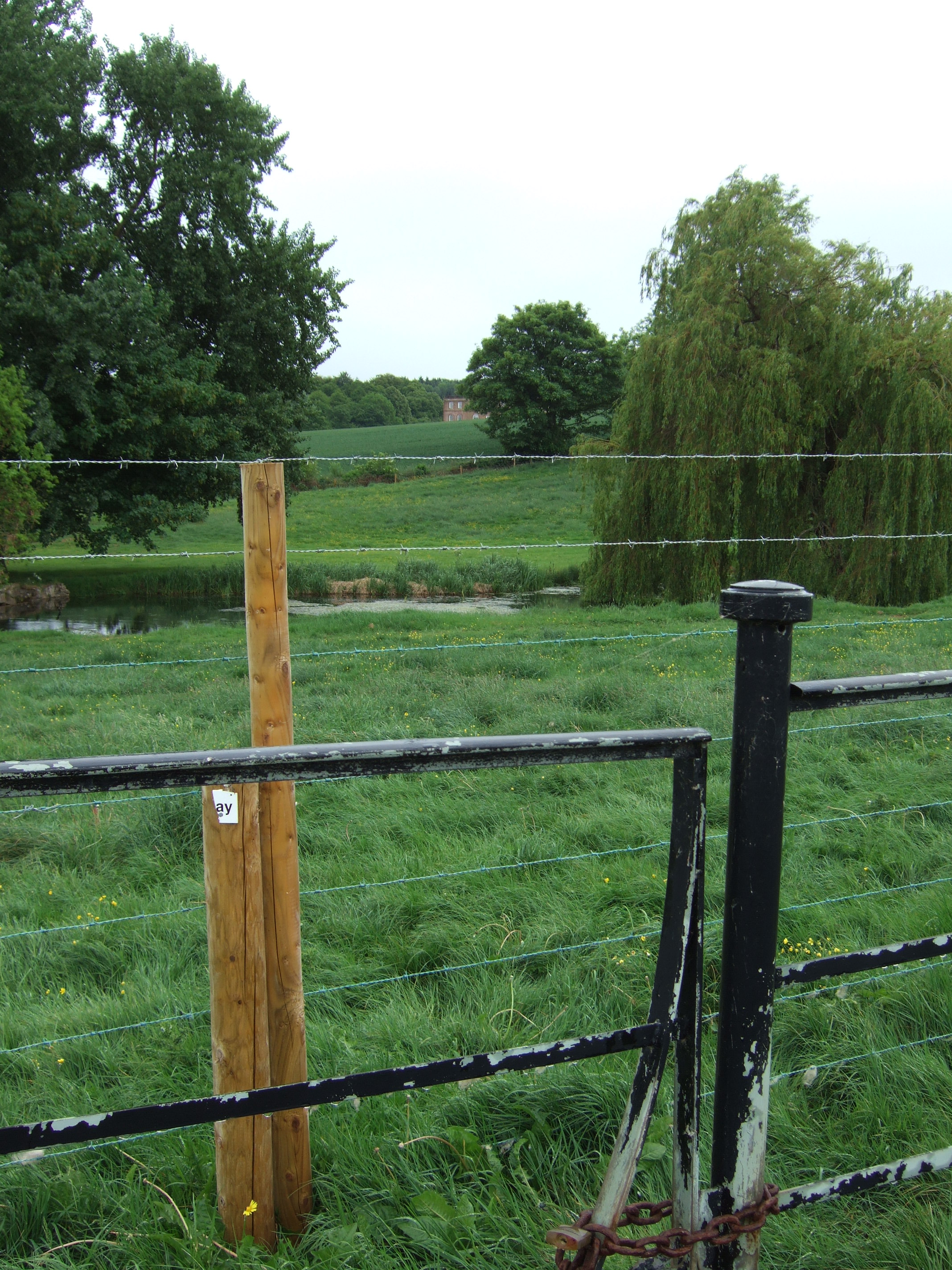
View of Halswell House from the Temple

‌